# Lej depresji
Lej depresji – strefa obniżonego zwierciadła wód gruntowych w stosunku do jego naturalnego poziomu wokół miejsca ich poboru.
Przyczyną powstawania leja depresji jest wypompowywanie wody dla celów gospodarczych lub bytowych, a także podczas działalności kopalń. 
W wyniku powstania leja depresji zmieniają się stosunki wodne danego obszaru. Efektem powstawania leja depresji jest zachwianie stosunków wodnych danego obszaru, przesuszenie gruntów, trudności z zaopatrzeniem w wodę na terenach wiejskich (np. wysychanie studni) itp.
W Polsce leje depresji występują na obszarach dużych miast i okręgów przemysłowych, przykładowo w rejonie Gdańska ma on ok. 300 km², w rejonie Lublina ok. 250 km², a w rejonie Bełchatowa obejmuje 200 km² i ma kształt elipsy o wymiarach ok. 10 na 30 km.